# Klosterkirche Maria Immaculata (Wien)

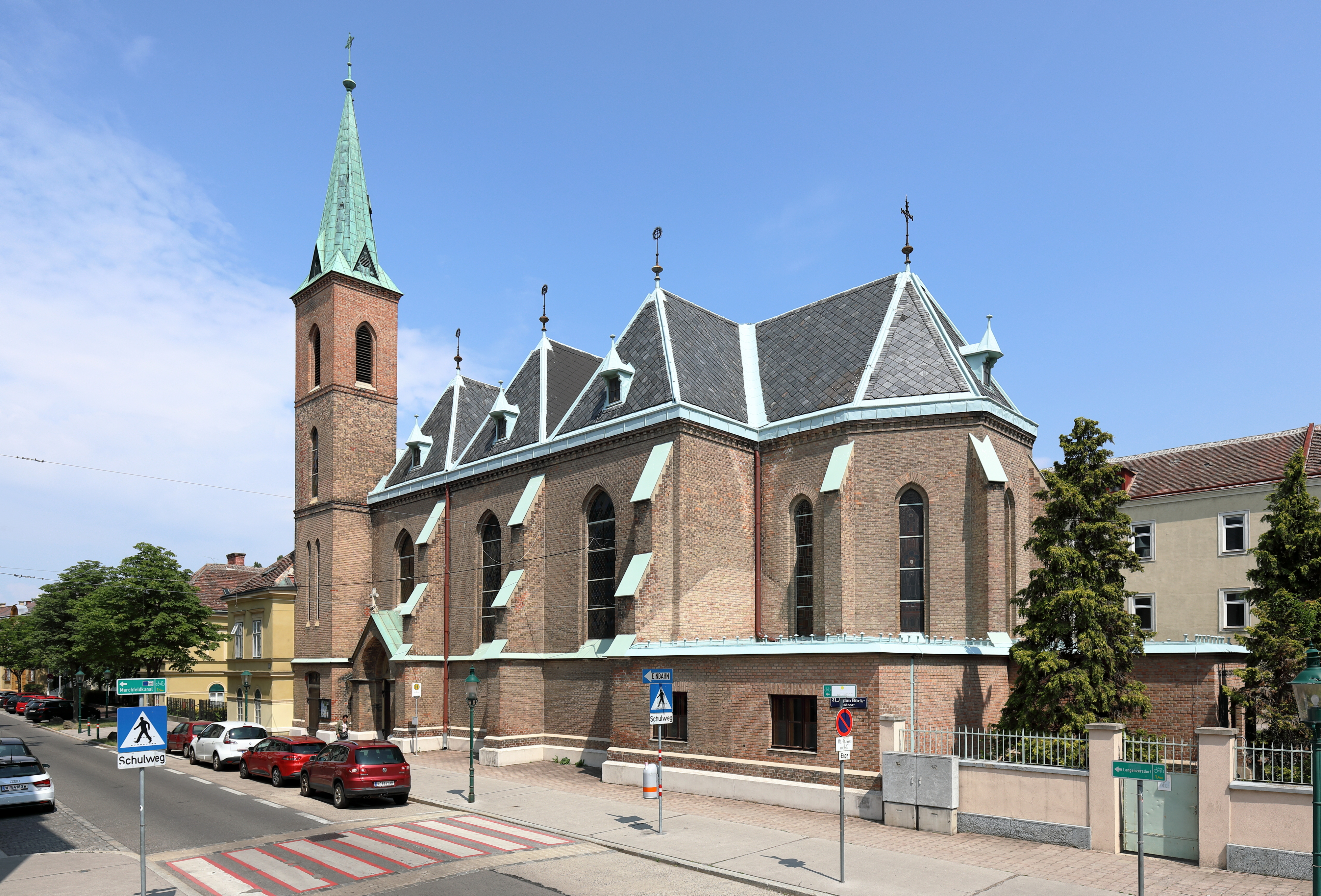
Die Klosterkirche der Schulbrüder

Die Klosterkirche Maria Immaculata und ehemalige Pfarrkirche Strebersdorf ist eine römisch-katholische Kirche an der Adresse Anton-Böck-Gasse 16 in Strebersdorf, ein Wiener Stadtteil im 21. Wiener Gemeindebezirk Floridsdorf.

## Geschichte
Das ehemalige Strebersdorfer Schloss, welches vom Grafen Maximilian von Grimaus d’Orsay errichtet wurde und 1841 in den Besitz des Stiftes Klosterneuburg gelangte, wurde 1886 dem Orden der Schulbrüder übergeben. Von 1887 bis 1888 wurde die Klosterkirche errichtet, wobei der Turm mit den Glocken allerdings erst 1925 fertiggestellt wurde. Die Kirche ist baulich westseitig mit dem ehemaligen Schloss verbunden. 
Im Jahre 1908 übernahm der Priester Edmund Anton Hawranek die Leitung der Kirche und erwarb für den Aufbau einer Pfarre des Ortes Strebersdorf das Haus in der Anton-Böck-Gasse 22. Nachdem im Jahre 1939 die Pfarre gegründet worden war, wurde 1941 die Klosterkirche zur Pfarrkirche erhoben. Da die Kirche später nicht mehr als Pfarrkirche entsprach, errichtete man am Edmund-Hawranek-Platz 3 in den Jahren 1959 bis 1961 die neue Pfarrkirche Maria Königin.

## Kirche

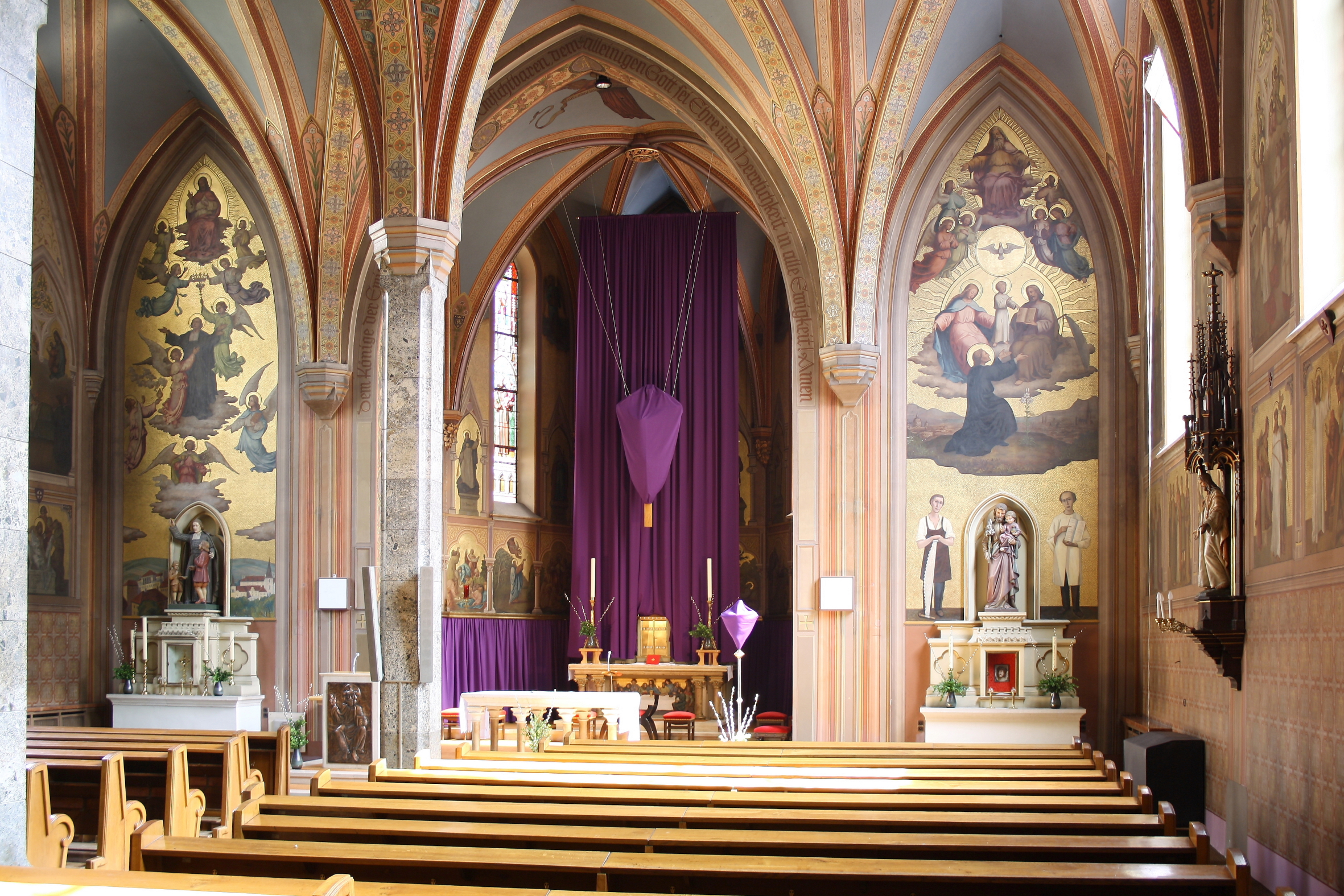
Die Innenansicht der Pfarr- und Klosterkirche

Die Klosterkirche wurde nach den Plänen des Architekten Richard Jordan als zweischiffige Klosterkirche im neugotischen Stil in Ziegelrohbauweise vom Hofbaumeister Josef Schmalzhofer errichtet. Das Sandsteinrelief im Tympanon über dem Haupteingang aus dem Jahre 1922 ist von Ludwig Schadler. Die Innenausmalung ist ein Entwurf von Josef Kastner und wurde vom Künstler und Schulbruder Gabriel Weißenhofer ausgeführt; im Priesterchor ist es eine Darstellung des allerheiligsten Sakraments, die Deckengemälde stellen die Geheimnisse des Rosenkranzes dar.
Der Hochaltar ist von Domsteinmetz Hauser nach dem Entwurf des Architekten Richard Jordan. Dort sind Statuen von Rochus Haas. Am linken Seitenaltar steht eine Statue des hl. Johannes von La Salle von Jenö Banyai. Der Kreuzweg ist von Martin Feuerstein. Die Glocken aus dem Jahre 1951 sind von der Glockengießerei Pfundner. Die Orgel aus dem Jahre 1963 ist ein Werk der Firma Orgelbau Walcker-Mayer aus Guntramsdorf.